# Jurij Siemakin
Jurij Petrowycz Siemakin (ukr. Юрій Петрович Сємакін; ur. 17 lutego 1983 roku) – ukraiński, a od 2016 francuski, zapaśnik walczący w stylu wolnym.
Zajął piąte miejsce na mistrzostwach świata w 2016. Siódmy na mistrzostwach Europy w 2016 i 2017. Trzeci w Pucharze Świata w 2006 i 2009, a piąty w 2007.
Mistrz Francji w 2016 i 2017 roku.